# Ràdio Estel
Ràdio Estel és una emissora de ràdio en català inaugurada el 28 d'octubre de 1994 per l'Arquebisbat de Barcelona a través de la Fundació Missatge Humà i Cristià. La programació inclou espais religiosos i d'actualitat eclesiàstica amb continguts generalistes d'informació general, cultura i música.

## Història
Hi ha diverses teories sobre el paper que van tenir en el moment d'idear la ràdio el cardenal Narcís Jubany i Arnau, el cardenal Carlo Maria Martini i fins i tot el papa Joan Pau II. El cas és que la Generalitat de Catalunya concedí una llicència per a dur a terme l'emissora de ràdio el 1986, però no va ser fins al 28 d'octubre del 1994 que aquesta fou inaugurada per l'arquebisbe de Barcelona Ricard Maria Carles i el president del Parlament de Catalunya, Joaquim Xicoy i Bassegoda. Al principi només es podia escoltar des de Barcelona, però des del primer moment s'expressà la voluntat d'ampliar la cobertura a tot el territori de Catalunya. El primer lema de la ràdio va ser "amb llum pròpia", fent un joc amb el nom de l'emissora i la voluntat d'informar d'una manera singular i diferenciada de la Cope.
Francesc Viñas en fou el primer director, al que succeí Santiago Ramentol, fins que a mitjans de la dècada del 1990 Teresa Pou en prengué el relleu. Els últims anys del segle XX foren l'etapa daurada de Ràdio Estel, quan arribà als 60.000 i 80.000 oients. Des del 1998 la ràdio està associada amb Ràdio Principat, del Bisbat d'Urgell, amb l'objectiu d'ampliar el seu radi de cobertura. Aquesta etapa daurada va acabar el 2000, quan el bisbe Joan Carrera Planas caigué en desgràcia. L'arquebisbe de Barcelona, Ricard Maria Carles i Gordó, va nomenar nous directors de la ràdio al director i la codirectora del setmanari Catalunya Cristiana, el sacerdot Ramon Octavi Sánchez i la monja Gemma Morató. La seva primera decisió fou acomiadar a sis tertulians, el que juntament amb altres canvis generà malestar a la ràdio. Vuit anys després l'audiència havia caigut a 2.000 oients.
Jaume Aymar i Ragolta assumí la direcció de l'emissora el 2008. El mateix any el Consell de l'Audiovisual de Catalunya, al ple per a debatre l'adjudicació de 83 freqüències d'FM a concurs davant de 1.200 sol·licituds, atorgà set freqüències a Ràdio Estel i una vuitena a l'Abadia de Montserrat, en detriment de Punto Radio i la Cope. Des del 2009 Ràdio Estel comparteix redacció amb Catalunya Cristiana. El 2012 la ràdio tenia 18.000 oients diaris, una audiència mensual acumulada de 44.000.

## Programes

### L'Evangeli
Programa curt i senzill que repeteixen tres vegades al llarg de la jornada. Consisteix a comentar l'Evangeli del dia que, prèviament, s'ha llegit. Cadascun dels dies del mes els oferts a diferents persones o institucions de l'església. Al Santuari de Sant Josep de la Muntanya els han proposat responsabilitatzar-se dels dies "vuit".

## Freqüències
- Andorra la Vella: 107.5 FM
- Barcelona: 106.6 FM
- Girona: 103.4 FM
- Lleida: 91.5 FM
- Manresa: 93.7 FM
- Puigcerdà: 104.4 FM
- Sant Pere de Ribes: 96.8 FM
- Seu d'Urgell, la: 105.0 FM
- Tarragona: 100.6 FM
- Tortosa: 90.1 FM
- Vic: 98.4 FM

També emet en territori occità:
- Bossòst: 106.0 FM